# Żabówko
Żabówko est une localité polonaise de la gmina mixte de Nowogard, située dans le powiat de Goleniów en voïvodie de Poméranie-Occidentale. Elle se situe à environ 24 km au nord-est de la ville de Goleniów et 45 km au nord-est de la capitale régionale Szczecin. 

## Géographie

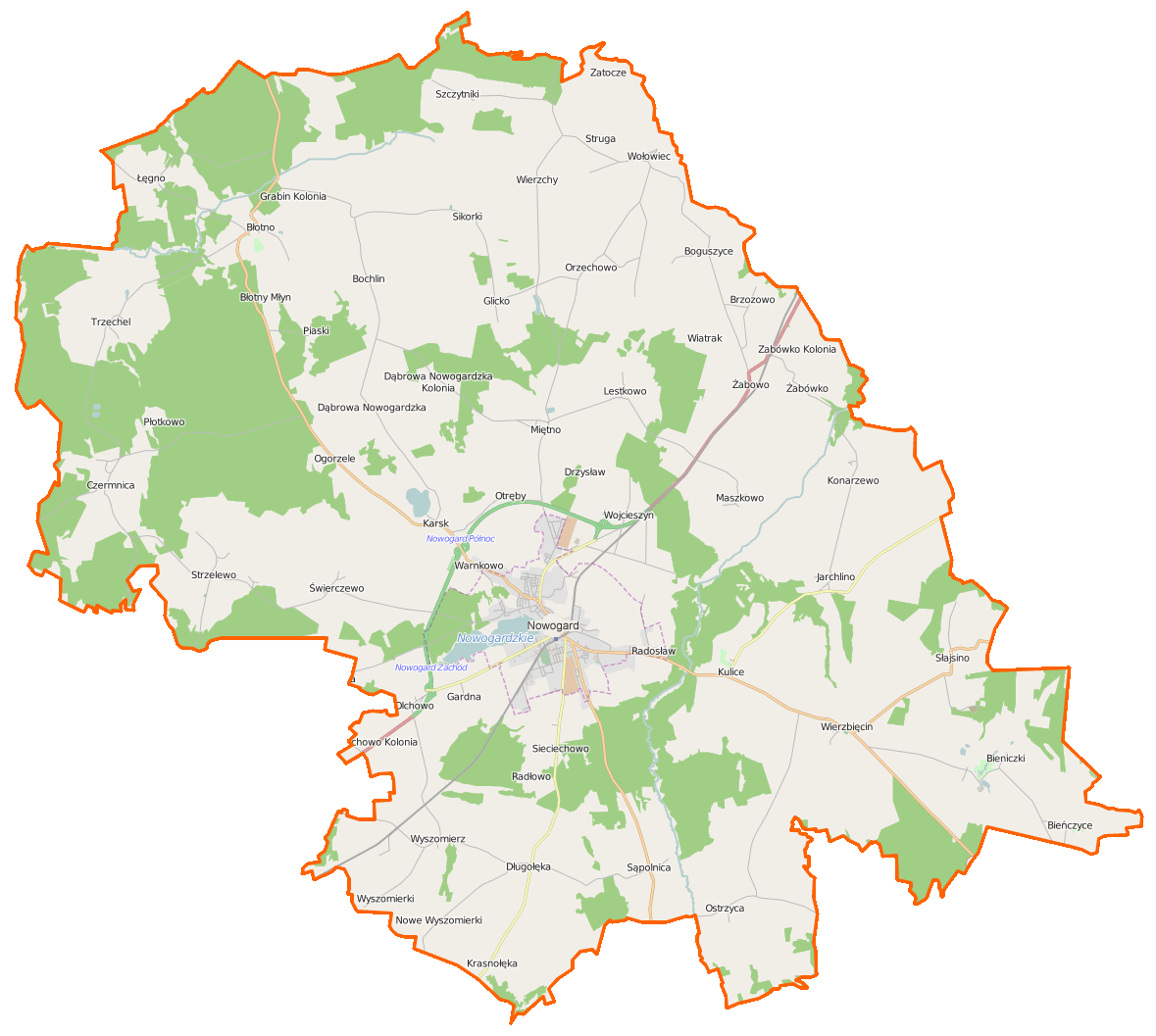
Carte de la gmina de Nowogard.

## Histoire
De 1818 à 1945, Klein Sabow fait partie de l'arrondissement de Naugard (de) dans le district de Stettin au sein de la province de Poméranie.